# Gvozdovka
Gvozdovka este un sat (hutor) în districtul Olhovatca din regiunea Voronej în Rusia.
Face parte din populația rurală din Marievca.

## Geografie
Este situat pe malul drept al râului Ciornaia Calitva.

### Străzi
- Strada Zarecinaia
- Strada Molodiojnaia
- Strada Novoselovca
- Strada Octiabrscaia
- Strada Sadovaia

## Istorie
Hutor a fost construit la mijlocul secolului al XVIII-lea, când pe terenurile colonelului Teviașov s-a stabilit locuitorul Olhovatcii Andrei Gvozdi cu o familie numeroasă. În recensământul micilor ruși din 1748 este menționat Andrei Fiodorovici Gvozdi de 30 de ani în familia tatălui său Fiodor Iurievici Gvozdi. Este înteresant că fratele său, care a trăit cu o altă familie, a fost înregistrat ca Gvozdiov. În zilele de azi numele de familie primilor coloniști a devenit Gvozdenco,  dar localitatea a păstrat numele original.